# Parishes van Jamaica
Jamaica is historisch verdeeld in drie county's: Cornwall voor het westen, Middlesex voor het midden en Surrey voor het oosten van Jamaica. De county's zijn onderverdeeld in veertien parishes. De county's zijn een historische bestuurseenheid en hebben tegenwoordig geen betekenis meer. Wel worden de namen van de county's op het eiland nog veel gebruikt als aanduiding voor een streek. De parish is de lokale bestuursvorm op het eiland.
|    | Parish          | Hoofdstad       | Opp. (km²) | Inw. (2012) | Kaart |
| -- | --------------- | --------------- | ---------- | ----------- | ----- |
| 1  | Hanover         | Lucea           | 450        | 69.874      |       |
| 2  | Saint Elizabeth | Black River     | 1212       | 150.993     |       |
| 3  | Saint James     | Montego Bay     | 595        | 184.662     |       |
| 4  | Trelawny        | Falmouth        | 875        | 75.558      |       |
| 5  | Westmoreland    | Savanna-la-Mar  | 807        | 144.817     |       |
| 6  | Clarendon       | May Pen         | 1196       | 237.024     |       |
| 7  | Manchester      | Mandeville      | 830        | 190.812     |       |
| 8  | Saint Ann       | Saint Ann's Bay | 1213       | 173.232     |       |
| 9  | Saint Catherine | Spanish Town    | 1192       | 518.345     |       |
| 10 | Saint Mary      | Port Maria      | 611        | 114.227     |       |
| 11 | Kingston        | Kingston        | 22         | 96.052      |       |
| 12 | Portland        | Port Antonio    | 814        | 80.205      |       |
| 13 | Saint Andrew    | Half Way Tree   | 431        | 555.828     |       |
| 14 | Saint Thomas    | Morant Bay      | 743        | 94.410      |       |

## Bron
1. ↑  Statistical Institute of Jamaica